# Soufrière (St. Lucia)

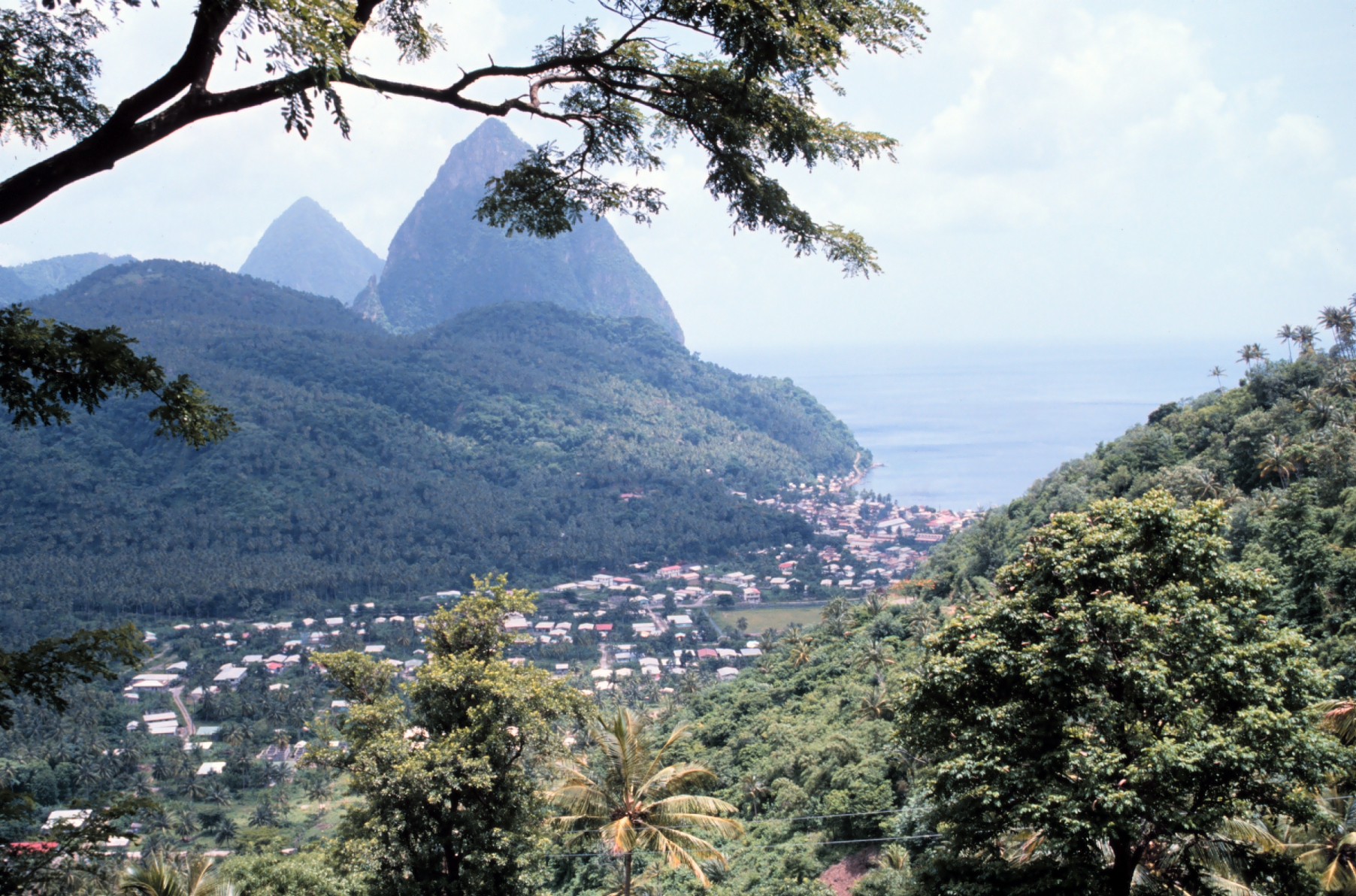
Soufrière

Soufrière ist eine Gemeinde an der Südwestküste von St. Lucia und Hauptort des gleichnamigen Quarters. Ursprünglich war sie auch Hauptort des Inselstaates.
In Soufrière gibt es Schwefelquellen eines nicht mehr aktiven Vulkans. Die Caldera des Qualibou mit den beiden markanten Bergen des Gros Piton und Petit Piton steht als Naturpark Pitons unter Naturschutz. In den Diamond Botanical Gardens haben sich ein Wasserlauf und die Schwefelmasse vermischt und speisen die „Diamond Falls“, sowie die Mineralbäder, die König Ludwig der XVI. bauen ließ. Zeuge des vulkanischen Ursprungs der Insel sind die schwarzen Sandstrände von Anse Chastenet.

## Söhne und Töchter der Stadt
- Yasmin K. (* 1986), Sängerin